# Atenodoro de Tarsia
Atenodoro de Tarsia fue un filósofo estoico griego, nacido en Tarsia en el siglo I a. C., conocido con el nombre de Cordilion.
Estuvo encargado de la custodia de la biblioteca de Pérgamo, sorprendiéndosele un día entregado a la tarea de arrancar de los tratados de moral de los antiguos estoicos las hojas que contenían doctrinas opuestas a las suyas y a las tendencias de su tiempo. Contando ya una edad avanzada, Catón de Utica le llevó a Roma, donde murió poco después. Cicerón le encargó un resumen de la doctrina de Posidonio, al escribir su obra De officiis.